# 26 febbraio
Il 26 febbraio è il 57º giorno del calendario gregoriano, mancano 308 giorni alla fine dell'anno (309 negli anni bisestili).

## Eventi
- 364 – I generali dell'esercito romano acclamano imperatore Valentiniano I;
- 1154 – A Palermo muore Ruggero II di Sicilia primo re di Sicilia e fondatore del Regno;
- 1266 – Battaglia di Benevento: le forze francesi di Carlo I d'Angiò sopraffanno una forza combinata tedesco-siciliana;
- 1561 – Viene fondata la città di Santa Cruz de la Sierra in Bolivia;
- 1606 - Scoperta l'Australia ad opera del navigatore olandese Willem Janszoon;
- 1658 – Con la firma del Trattato di Roskilde la Danimarca-Norvegia cede ampi territori alla Svezia;
- 1794 – Il Primo palazzo di Christiansborg a Copenaghen viene distrutto da un incendio;
- 1815 – Napoleone fugge dall'Isola d'Elba;
- 1909 – Il Kinemacolor, il primo processo riuscito di film a colori, proietta a Londra A Visit to the Seaside, il primo film a colori proiettato in pubblico;
- 1922 – Inizia il governo di Luigi Facta, l'ultimo prima dell'avvento del Fascismo in Italia;
- 1935 – Viene costituita la Luftwaffe;
- 1947 – In Jugoslavia il generale tedesco Alexander Löhr viene condannato a morte per crimini di guerra nei confronti di civili jugoslavi e fucilato;
- 1956 – Termina il XX Congresso del PCUS, in cui Nikita Krusciov inizia la "destalinizzazione" dell'Unione Sovietica;
- 1991
  - Guerra del Golfo: su Radio Baghdad, il leader iracheno Saddam Hussein annuncia il ritiro delle truppe irachene dal Kuwait;
  - Tim Berners-Lee rilascia WorldWideWeb, il primo browser ed editor web WYSIWYG;
- 1993 – Un'autobomba esplode sotto la torre nord del World Trade Center di New York causando la morte di 6 persone e il ferimento di oltre un migliaio;
- 1999 – Viene lanciato il Pentium III;
- 2001 – I 15 Stati dell'Unione europea firmano il Trattato di Nizza;
- 2006 – Giornata di chiusura dei XX Giochi olimpici invernali svoltisi a Torino.

## Nati
Ci sono circa 1 220 voci su persone nate il 26 febbraio; vedi la pagina Nati il 26 febbraio per un elenco descrittivo o la categoria Nati il 26 febbraio per un indice alfabetico.

## Morti
Ci sono circa 570 voci su persone morte il 26 febbraio; vedi la pagina Morti il 26 febbraio per un elenco descrittivo o la categoria Morti il 26 febbraio per un indice alfabetico.

## Feste e ricorrenze

### Religiose
Cristianesimo:
- Sant'Agricola di Nevers, vescovo
- Sant'Alessandro di Alessandria, patriarca
- Sant'Andrea di Firenze, vescovo
- San Dionigi di Augusta, vescovo
- San Faustiniano, vescovo di Bologna
- Sant'Ilario di Magonza, vescovo
- San Nestore di Magydos, vescovo
- Santa Paula Montal Fornés (Paola di San Giuseppe di Calasanzio), fondatrice delle Religiose delle scuole pie
- San Porfirio di Gaza, vescovo
- Santo Stefano Nemanja, re serbo (Chiesa ortodossa)
- San Vittore eremita
- Beato Robert Drury, martire
- Beata Tomasa Ortiz Real (Pietà della Croce), fondatrice Suore salesiane del Sacro Cuore di Gesù